# Elachistocleis erythrogaster
Elachistocleis erythrogaster é uma espécie de anfíbio da família Microhylidae.
Os seus habitats naturais são: savanas húmidas, campos de gramíneas de baixa altitude subtropicais ou tropicais sazonalmente húmidos ou inundados, marismas intermitentes de água doce e pastagens.
Está ameaçada por perda de habitat.

## Distribuição
Esta espécie é endêmica do Rio Grande do Sul. Ocorre no sudeste do Planalto das Araucárias, na Serra Geral.

## Descrição
É uma espécie muito rara, com corpo ovóide, cabeça triangular e pequena em proporção ao corpo. O dorso é matizado de preto e azul nos machos, e marmoreado com tons de pretos e azul nas fêmeas. O ventre é vermelho-vivo ou vermelho-alaranjado com manchas pretas irregulares e garganta  preta. Os machos medem em torno de 29–33 mm e as fêmeas 33–38 mm. Os girinos alimentam-se de matéria em suspensão, e os adultos de insetos.